# Maesa velutina
Espèce
Statut de conservation UICN

 EN B1+2c : En danger
Maesa velutina est une espèce de plantes à fleurs de la famille des Primulaceae.

## Publication originale
- Botanical Magazine, Tokyo 57: 228. 1943.